# Хоксненский клад

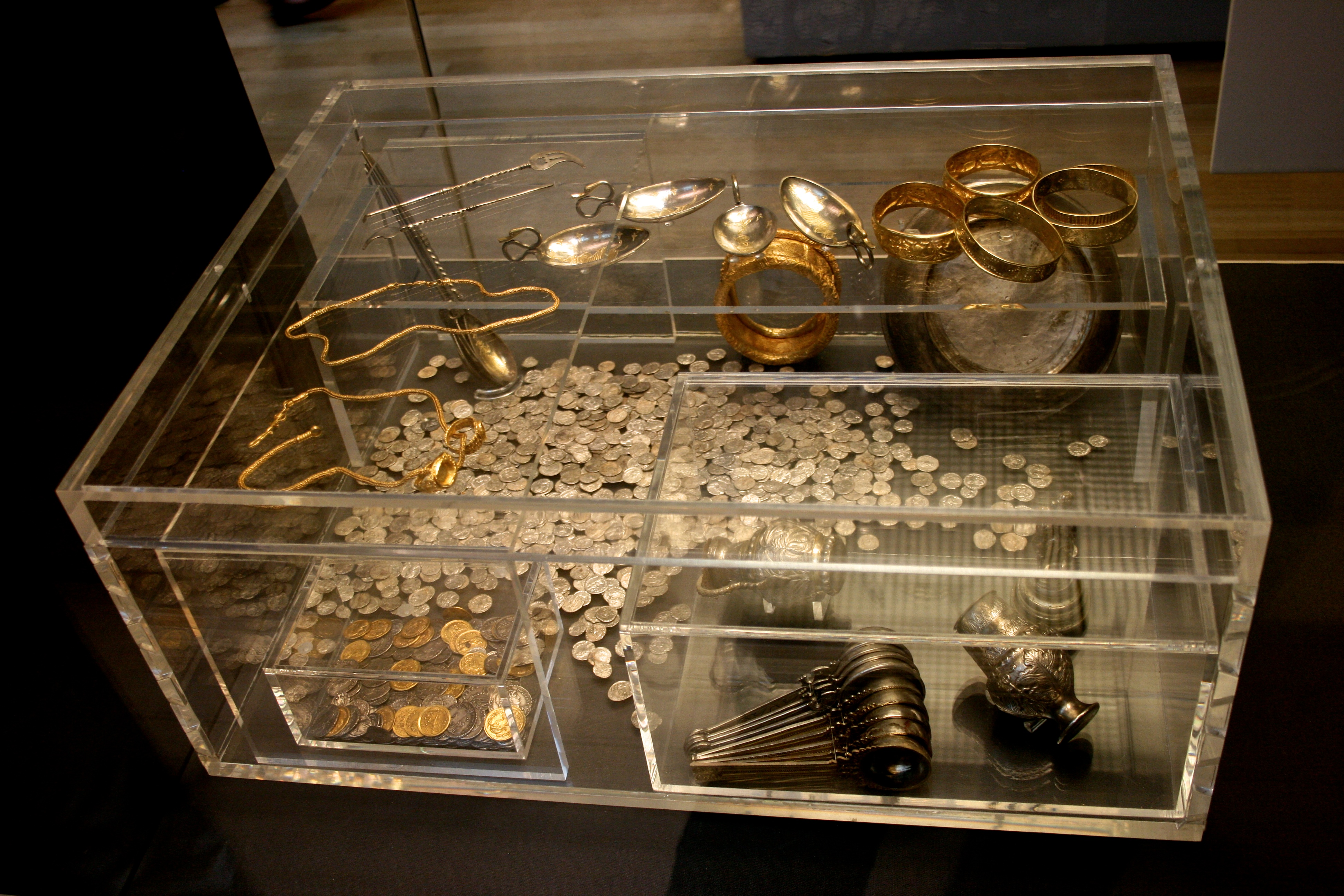

Хоксненский клад — крупнейший клад серебра и золота эпохи поздней Римской империи, обнаруженный на территории Великобритании, и самая большая коллекция золотых и серебряных монет IV и V века, когда-либо обнаруженная в пределах бывшей Римской империи. Обнаруженный с помощью металлоискателя в селе Хоксни в графстве Суффолк, Англия, 16 ноября 1992 года, клад состоит из 14865 древнеримских золотых, серебряных и бронзовых монет, датируемых периодом конца IV и начала V веков, и около 200 предметов столового серебра и золотых ювелирных изделий. Объекты из клада ныне находятся в Британском музее в Лондоне, где наиболее важные предметы из него и некоторые другие выбранные являются частью его постоянной экспозиции. В 1993 году Комитет по оценке стоимости сокровищ оценил клад в 1,75 миллиона фунтов (3,02 миллиона фунтов по курсу 2010 года).
Клад был захоронен в небольшом дубовом ящике, наполненном предметами из драгоценных металлов, отсортированных в основном по типам; некоторые из них были помещены в ещё меньшие по размеру деревянные коробочки, другие находились в мешках или были завёрнуты в ткань. Остатки ящика и элементов его фурнитуры, таких как петли и замок, были обнаружены в ходе раскопок. С помощью содержащихся в нём монет клад может быть датирован примерно 407 годом н. э., что почти совпадает с предполагаемым концом существования Британии как римской провинции. Владельцы и причины захоронения клада неизвестны, но его тщательная упаковка и содержимое позволяют предположить, что он, возможно, принадлежал очень богатой семье. Учитывая отсутствие в кладе больших серебряных сосудов и некоторых из наиболее распространённых в то время видов ювелирных изделий, вполне вероятно, что клад представляет собой только часть богатства его владельца.
Хоксненский клад содержит несколько редких и важных объектов, в том числе золотую нательную цепочку и серебряные позолоченные перечницы (piperatoria), в том числе так называемую «перечницу императрицы». Хоксненский клад представляет также большое археологическое значение, поскольку был обнаружен непрофессиональными археологами, а его элементы при этом в основном сохранились и не пострадали. Находка помогла улучшить отношения между поисковиками с помощью металлоискателей и археологами и повлияла на изменение английского законодательства в отношении находок сокровищ.